# أبرشية مقدونيا

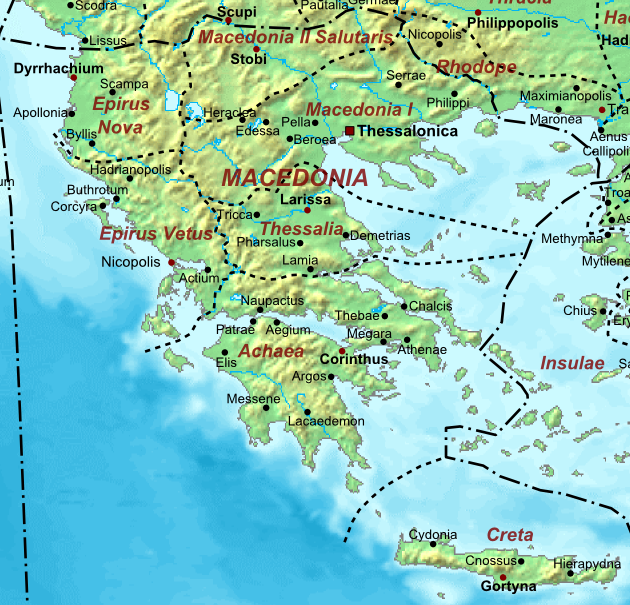
أبرشية ماسيدونيا ومقاطعاتها ومراكزها.

أبرشية مقدونيا أو أبرشية ماسيدونيا (باللاتينية: Dioecesis Macedoniae ؛ باليونانية: Διοίκησις Μακεδονίας) هي إحدى أبرشيات الإمبراطورية البيزنطية، وجزء من ولاية إليريكم الإمبراطورية. امتدت أراضيها على معظم المنطقة المكوّنة للبلقان واليونان. كانت عاصمتها سالونيك. وقد تأسست في عام 306، وانحلت باحتلال السلافيين للبلقان في القرن السابع للميلاد.